# Филип „NEO” Кубски
Филип „NEO” Кубски (пољ. Filip Kubski; Познањ, 15. јун 1987) је професионални играч игре Counter-Strike: Global Offensive и наступа за организацију Honoris.
Сматра се једним од најбољих играча у историји Counter-Strike франшизе.
Био је члан групе играча „Златна петорка”. Најпознатији је по игрању у Virtus.pro организацији. На крају 2010. године, изгласан је за најбољег играча деценије.
Освојио је награду „Еспорт играч године” 2007. и 2008. године и проглашен за најбољег играча у свету 2011. године.

## Каријера

### Counter-Strike 1.6
NEO је почео са играњем игре Counter-Strike као дванаестогодишњак. Променио је неколико тимова док се није прикључио тиму Pentagram G-Shock, у коме се налазио Виктор „TaZ” Војтас. 
Са овим тимом осваја 4 мејџор турнира,  World Cyber Games 2006, ESWC 2007, ESWC 2008 и WCG 2009. Иако у Counter-Strike 1.6  нису постојали турнири организовани од стране произвођача игре, компаније Valve, ESWC, CPL, WCG, и IEM су сматрани као мејџор турнири.
Овај тим, познатији као „Златна петорка” се сматра једним од најбољих у Counter-Strike 1.6, а NEO је био њихов најбољи играч. Тиму се прикључио pashaBiceps и тим је освојио два последња мејџор турнира у Counter-Strike 1.6  као део организације ESC Gaming. 
Проглашен је за најбољег играча у 2011. години..

### Counter-Strike: Global Offensive
Наставио је да наступа за ESC Gaming. Наступајући за организацију Virtus.pro, освојио је EMS One Katowice 2014 мејџор турнир.
Крајем 2015. године проглашен је за 17. играча у свету. Маја 2016. године су освојили прву сезону ELEAGUE турнира. Завршили су други на турниру ELEAGUE Major 2017. 
Након низа неуспешних резултата, NEO је замењен у фебруару 2019. године.
Потписао је за Faze Clan. Након одиграних пар турнира, он напушта тим. Тренутно наступа за тим Honoris.

## Трофеји и достигнућа

### Трофеји
- на World Cyber Games 2006[10]
- на ESWC 2007[11]
- на ESWC 2008[12]
- на World Cyber Games 2009[13]
- на World Cyber Games 2011[14]
- на SLTV StarSeries VIII Finals[15]
- на EMS One Katowice 2014[16]
- на Copenhagen Games 2014[17]
- на Gfinity 3[18]
- на FACEIT League Season 2 Finals[19]
- на ESWC 2014[20]
- на ESEA Invite Season 17 Global Finals[21]
- на Copenhagen Games 2015[22]
- на ESEA Invite Season 18 Global Finals[23]
- на Gfinity 2015 Spring Masters 2[24]
- на CEVO Professional Season 7 Finals[25]
- на ESL ESEA Dubai Invitational 2015[26]
- на PGL Season 1 Finals[27]
- на CEVO Professional Season 8 Finals[28]
- на SL i-League Invitational #1[29]
- на ELEAGUE Season 1[30]
- на ESL One Cologne 2016[31]
- на DreamHack ZOWIE Open Bucharest 2016[32]
- на ESL One New York 2016[33]
- на EPICENTER: Moscow[34]
- на ELEAGUE Major 2017[35]
- на DreamHack Masters Las Vegas 2017[36]
- на PGL Major Krakow 2017[37]
- на EPICENTER 2017[38]
- на IEM Shanghai 2018[39]
- на DreamHack Masters Dallas 2019[40]
- на BLAST Pro Series Los Angeles 2019[41]

### Рангирање
- први у свету 2011. године[4]
- седамнаести у свету 2015. године[42]

### MVP
- DreamHack ZOWIE Open Bucharest 2016[43]
- CEVO Professional Season 7 Finals[44]

### Друге награде
- „Еспорт играч године” 2007. године
- „Еспорт играч године” 2008. године